# برج كاشانة بسطام
برج كاشانة بسطام (بالفارسية: برج کاشانه بسطام) هو ضريح تاريخي يعود إلى القرن السابع الهجري والقرن الثامن الهجري، ويقع في بسطام.